# Tityus ottenwalderi
Espèce
Synonymes
- Tityus anasilviae Armas & Abud, 2004

Tityus ottenwalderi est une espèce de scorpions de la famille des Buthidae.

## Distribution
Cette espèce est endémique de République dominicaine. Elle se rencontre dans les provinces d'Elías Piña, de Santiago, de La Vega, de Monseñor Nouel et de San Cristóbal.

## Systématique et taxinomie
Cette espèce a été décrite par Armas en 1999. Tityus anasilviae a été placée en synonymie par Teruel en 2017.

## Étymologie
Cette espèce est nommée en l'honneur de Jose A. Ottenwalder

## Publication originale
- Armas, 1999 : « Quince nuevos alacranes de La Española y Navassa, Antillas Mayores (Arachnida: Scorpiones). » Avicennia, vol. 10/11, p. 101-136.